# Hyakutake Seikichi

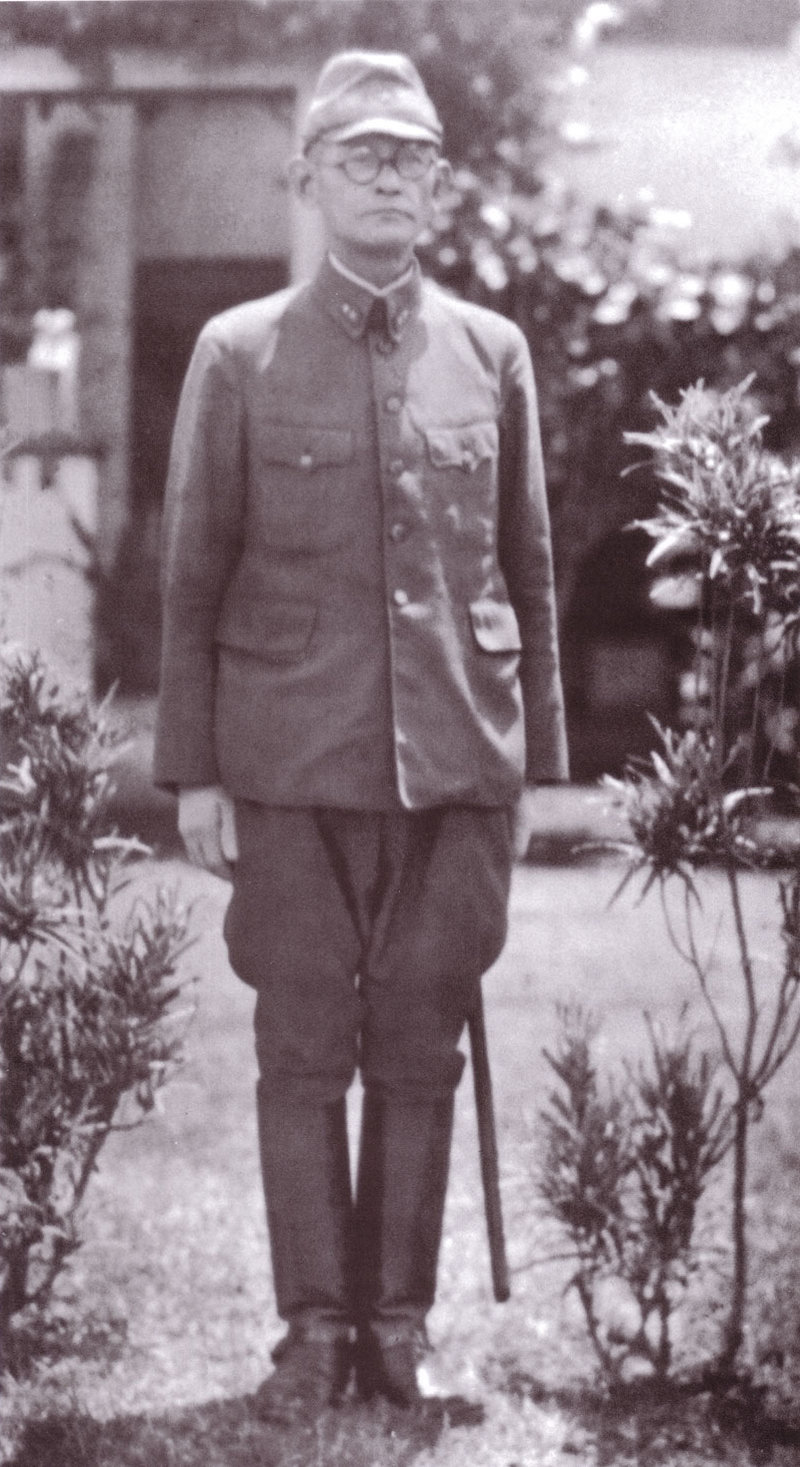
Hyakutake Haruyoshi

Hyakutake Seikichi (jap. 百武晴吉, auch Hyakutake Harukichi oder Haruyoshi; * 25. Mai 1888 in der Präfektur Saga; † 10. März 1947) war ein General der kaiserlich japanischen Armee. Er führte die Verteidigung von Guadalcanal und den anderen Salomon-Inseln.
Er schloss 1909 die japanische Militärakademie als Infanterieoffizier ab. Danach besuchte er bis 1921 eine weitere Armeeschule. Innerhalb von drei Jahren wurde er zum Major befördert und arbeitete im militärischen Geheimdienst von 1927 bis 1929 als Chef der Kryptographischen Abteilung.
1931 wurde Hyakutake nach Harbin versetzt und leitete den dortigen Geheimdienst. Er wurde 1935 zum Oberst befördert und bekam das Kommando über ein eigenes Regiment. Nachdem er erneut befördert worden war und 1939 den Rang eines Generalmajors innehatte, wurde er Inspekteur der Signalschule und für die Überwachung von Übungen zuständig. Am 18. Mai 1942 wurde ihm vom Oberbefehlshaber der Südarmee die 17. Armee in Rabaul unterstellt und er war an der Eroberung der Fidschi-Inseln und von Samoa sowie am Angriff auf Port Moresby beteiligt. Nach den japanischen Niederlagen bei der Schlacht um Midway und auf anderen Inseln musste er seine Strategie ändern und sich auf die Verteidigung der Salomonen vorbereiten.
Aufgrund von Versorgungsproblemen und der amerikanischen Luftüberlegenheit war seine Aufgabe nicht erfüllbar. Später wurde er auch in Neuguinea mit dem Kommando betraut, wo er mehrere erfolglose Gegenangriffe leitete.
Nach dem Krieg kehrte er nach Japan zurück und starb 1947.